# Paul Maue
Paul Maue (* 4. Januar 1932 in Schopp) ist ein ehemaliger deutscher Radrennfahrer.

## Sportliche Laufbahn
1951 sowie 1952 gewann Paul Maue jeweils eine Etappe der Österreich-Rundfahrt. Ebenfalls 1952 startete er bei den Olympischen Sommerspielen in Helsinki. Im olympischen Straßenrennen  wurde er 48., in der Mannschaftswertung belegte er mit dem deutschen Team (Edi Ziegler und Oscar Zeissner) Rang fünf.
1954 wurde Maue deutscher Meister im Straßenrennen der Amateure, 1955 gewann er die Berliner Etappenfahrt. Von 1956 bis 1957 war er Profi und gewann den Großen Preis Fichtel & Sachs. Er begann als Radprofi im Radsportteam Rabeneick.

## Familiäres
Maues Sohn Michael war ebenfalls Radrennfahrer und startete bei den Olympischen Spielen 1984.

## Erfolge
1951
- eine Etappe Österreich-Rundfahrt

1952
- eine Etappe Österreich-Rundfahrt

1954
- Deutscher Amateur-Meister – Straßenrennen

1955
- Berliner Etappenfahrt

1956
- GP Fichtel & Sachs